# Joe B. Mauldin
Joe Benson Mauldin (* 8. Juli 1940 in Lubbock, Texas; † 7. Februar 2015 in Nashville, Tennessee) war ein amerikanischer Musiker. Er war der Bassist der Rock-’n’-Roll-Band The Crickets.

## Leben
Mauldin wuchs in den 1940er Jahren in Lubbock, Texas auf und begann früh, Musik zu machen. 1956 gründete er mit Buddy Holly und Jerry Allison die Band The Crickets, mit denen er viele Erfolge erspielen konnte, wie etwa That’ll Be the Day, Peggy Sue, Oh Boy oder Brown Eyed Handsome Man.
Nach Hollys Tod 1959 spielte er weiter mit den Crickets. Außerdem arbeitete er mit Brian Wilson und Phil Spector als Produzent in Los Angeles zusammen.